# アルビン・ヴォルフ
アルビン・ヴォルフ(ドイツ語: Albin Wolf、1920年10月28日 - 1944年4月2日)は、ドイツの軍人。最終階級は空軍中尉。第二次世界大戦では総撃墜数144機を記録したエース・パイロットであり、その戦功から柏葉付騎士鉄十字章が追贈された。

## 経歴
1942年5月、ヴォルフは第54戦闘航空団第6中隊へ配属された。彼は独ソ戦で戦果を上げていき、1943年8月3日には総撃墜数が37～40機に達した。9月4日には78機に達している。そして11月には100機の大台を突破したが、これはドイツ空軍で59番目のことである。11月22日には117機撃墜の功績により騎士鉄十字章を受章した。12月29日、移動中だった彼は、搭乗機の着陸時の事故で重傷を負った。しかし、1944年3月11日に第6中隊の中隊長に就任する形で戦線への復帰を果たした。
1944年3月23日、ヴォルフにとって135機目の撃墜を記録したが、同時にこれは第54戦闘航空団全体にとっても7000機目の撃墜であった。4月2日、東部占領地域・プレスカウ南部を飛行中、彼の搭乗していたFw190 A-6に高射砲弾が直撃し、彼は戦死した。死後中尉へ昇進し、柏葉付騎士鉄十字章が追贈された。

## 叙勲
- 鉄十字章
  - 二級鉄十字勲章1939年章 (1942年10月1日)[5]
  - 一級鉄十字勲章1939年章 (1943年1月22日)[5]
- 空軍名誉杯 (1943年4月30日)[3]
- ドイツ十字章
  - ドイツ十字章金章 (1943年10月17日)[6]
- 騎士鉄十字章
  - 騎士鉄十字章 (1943年11月22日)[7]
  - 柏葉付騎士鉄十字章 (1944年4月27日)[8]